# Arken (kontorsbyggnad)

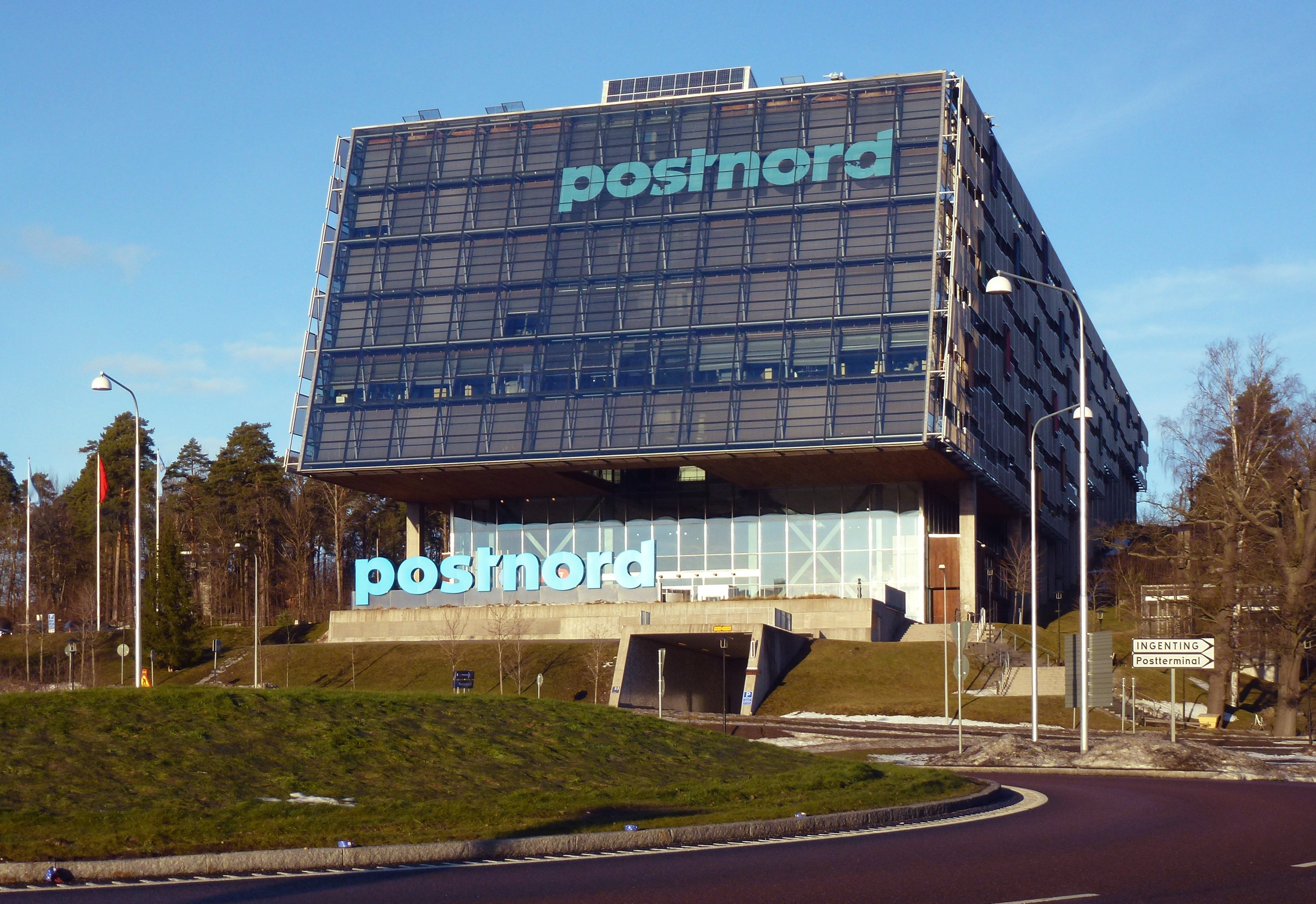
Postnord Solna 2013.

Arken är Posten AB:s huvudkontor beläget i Tomteboda i Solna kommun, Stockholms län. 

## Historik
Byggnaden är ritad av Lise-Lott Söderlund på BSK Arkitekter. Fastigheten ägs av URSUSREM Atlas II som hyr ut den till Posten. Cirka ettusen postanställda flyttade in i Arken under november och december 2003. Namnet Arken kommer sig av att huset liknar en båt (Noas ark) som strandat på ett berg. Namnet togs fram genom en intern namntävling i Posten. Byggnaden har en total glasyta som motsvarar ungefär sex fotbollsplaner och en kontorsyta på nära 60 000 kvadratmeter. Arken invigdes officiellt den 12 februari 2004. 
Byggnaden domineras av den sluttande, glasade gaveln med Postens logotyp (sedan 2011 "PostNord"), som är vänd mot Pampas trafikplats och den långt utkragande byggnadsdelen över huvudentrén.
I april 2020 såldes fastigheten av Delarka Fastighet AB till den nuvarande ägaren. 

## Bildgalleri

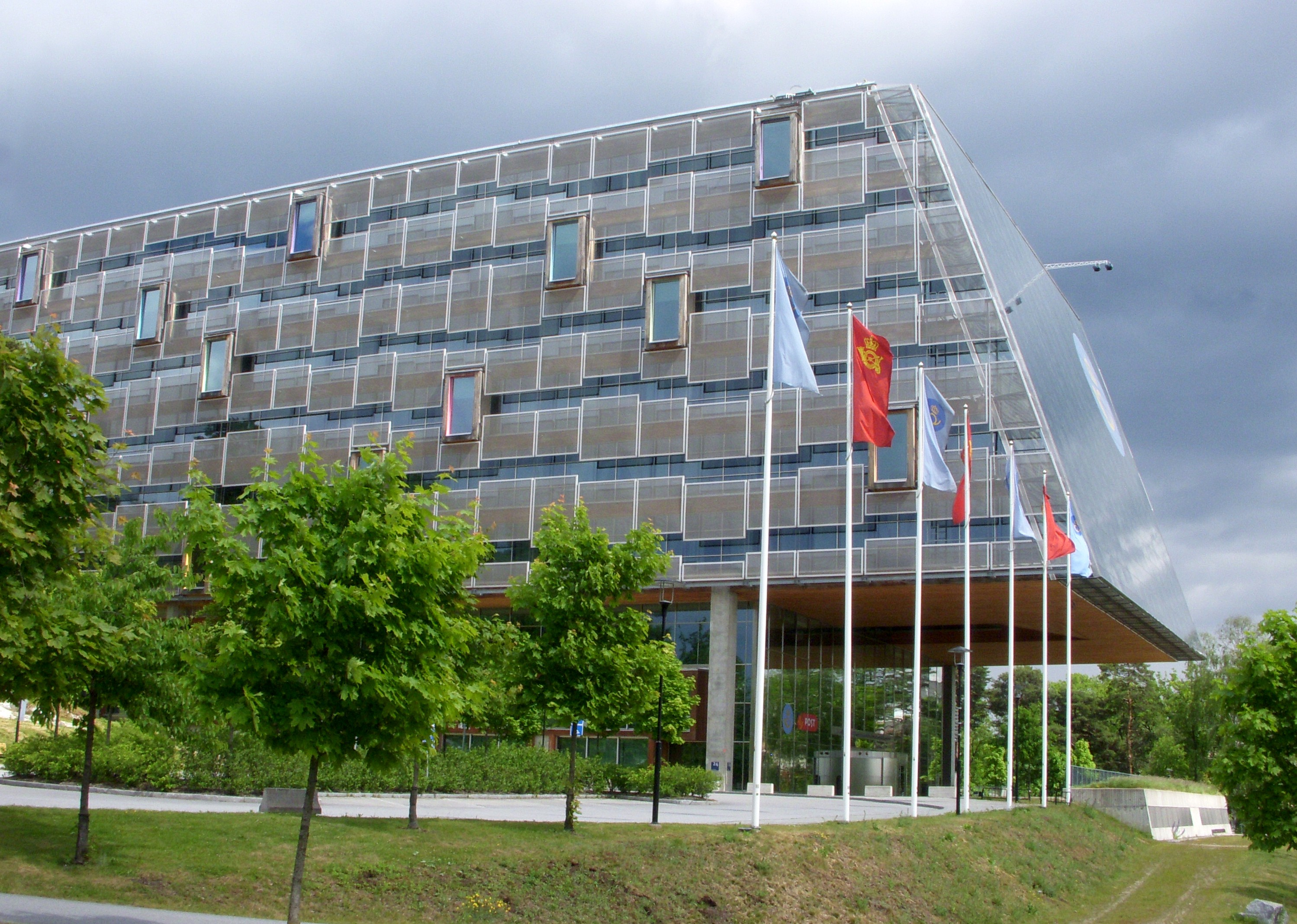
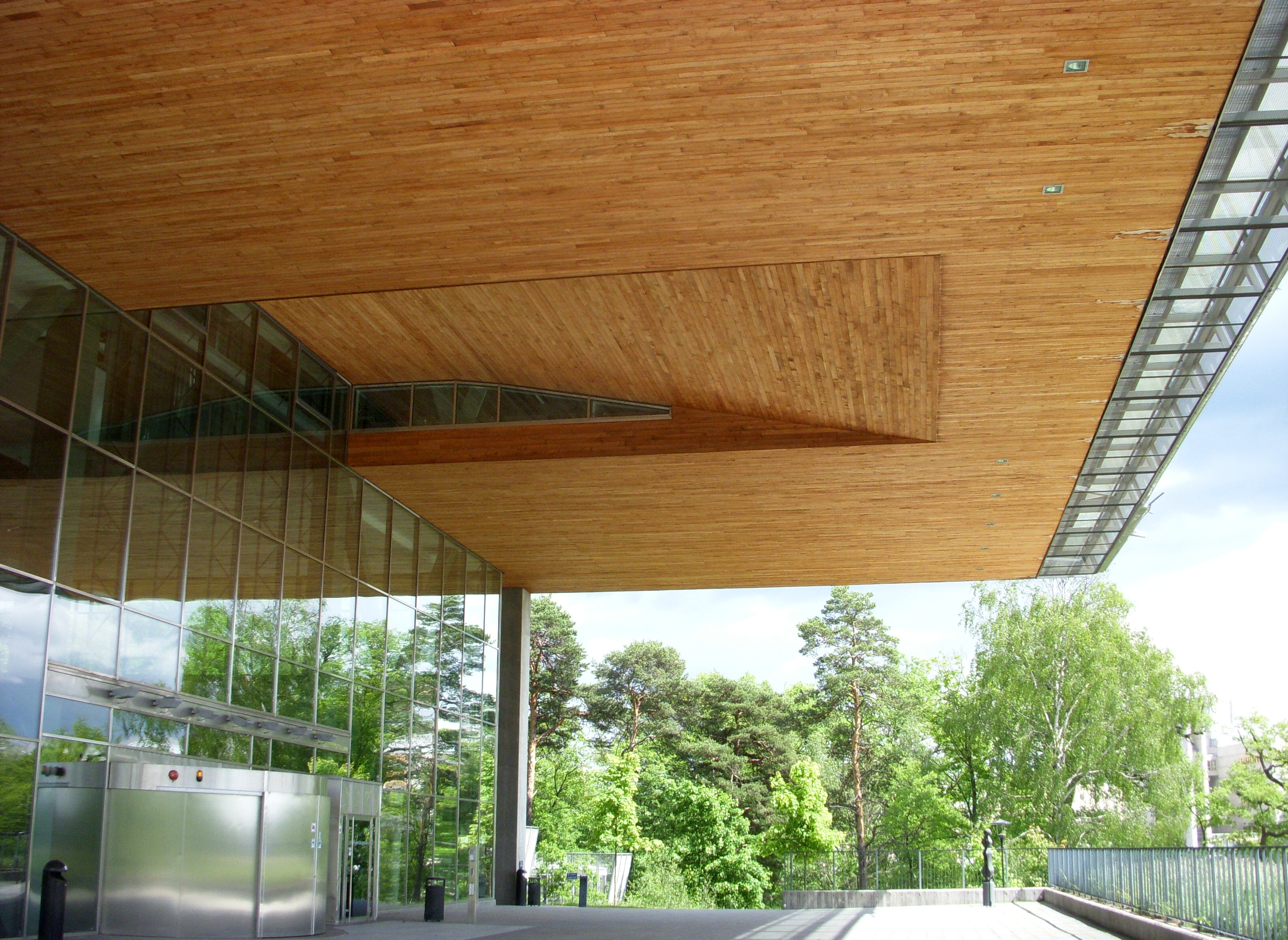
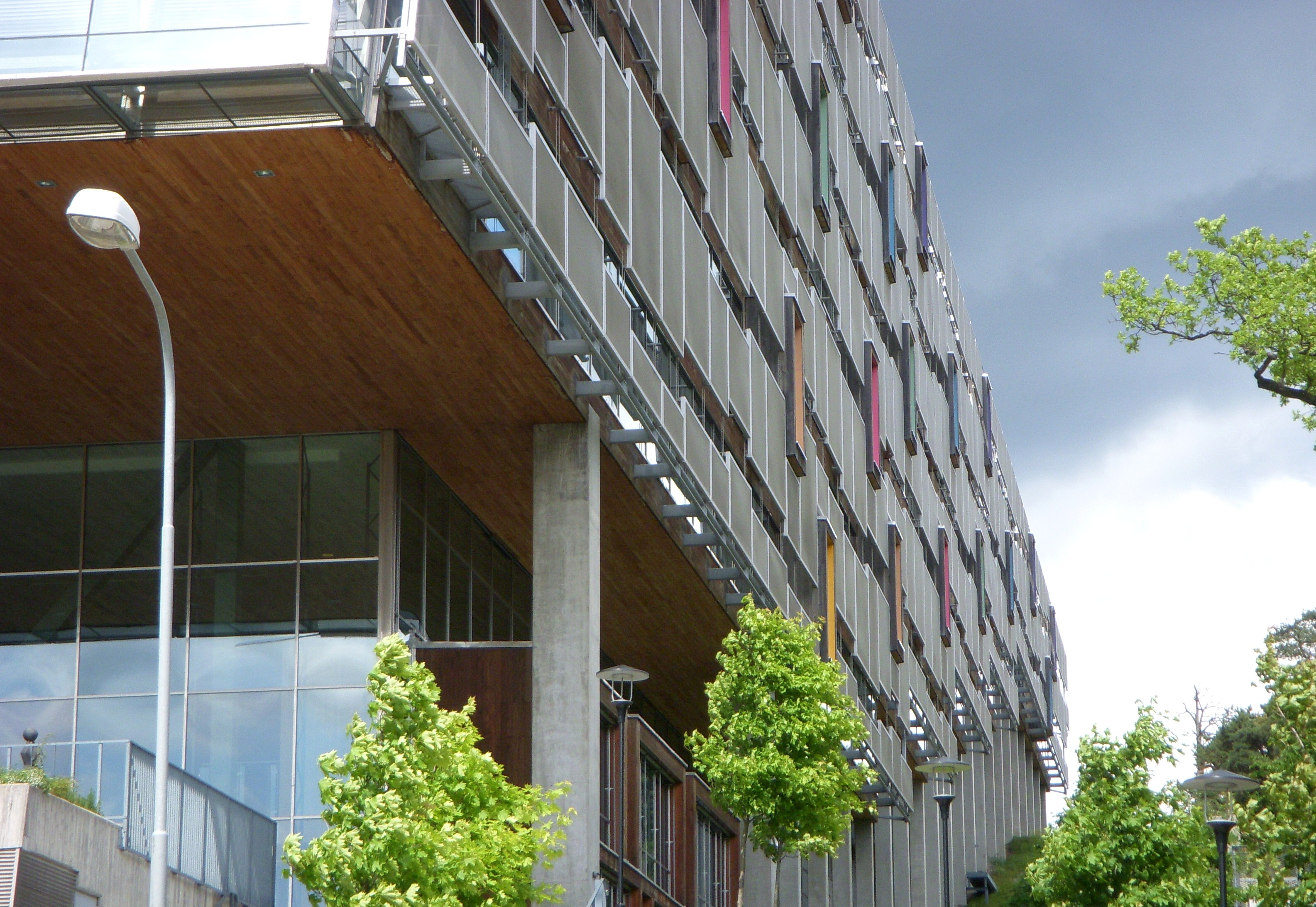
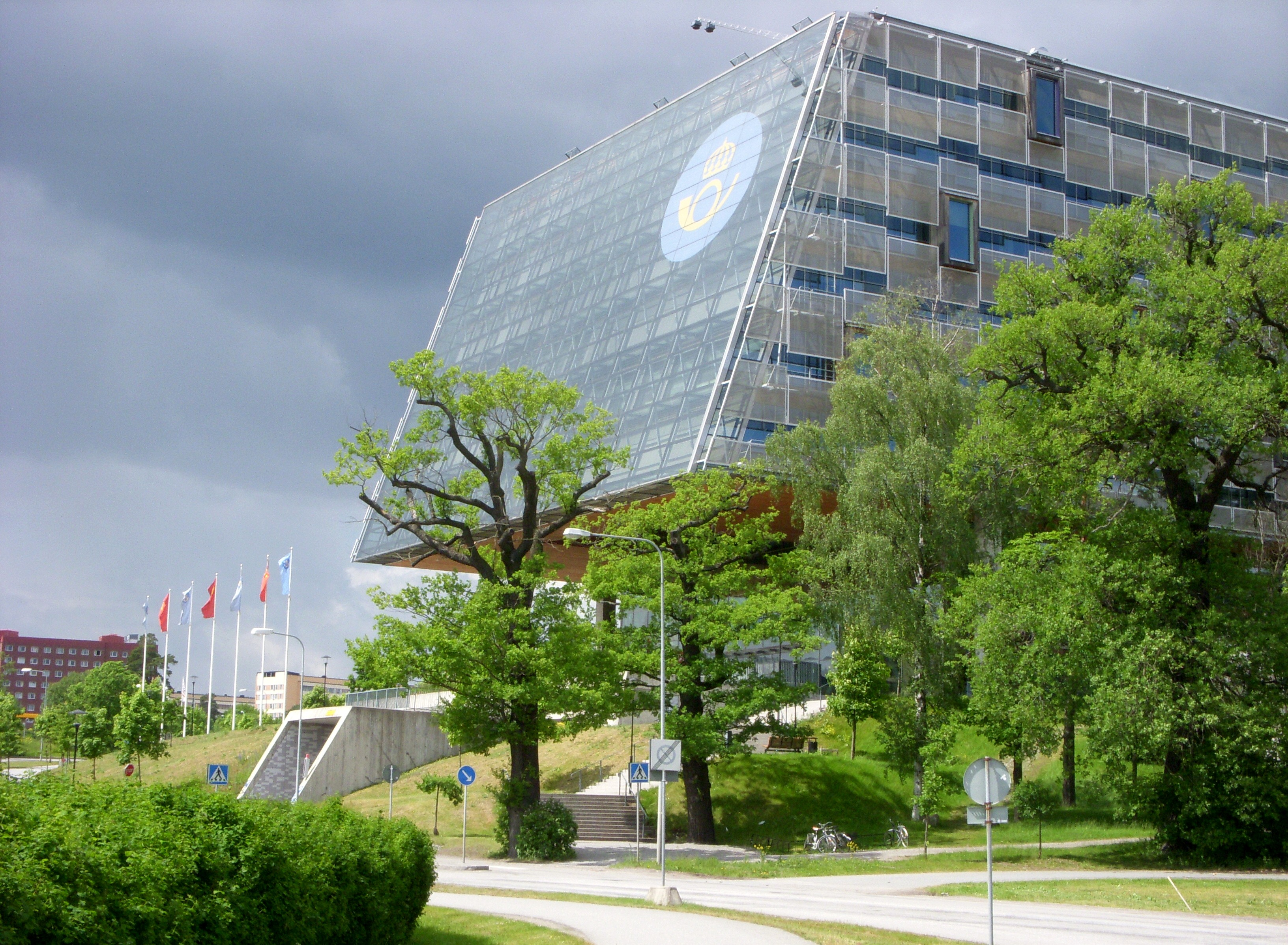